# Ropica fuscobiplagia
Ropica fuscobiplagia är en skalbaggsart som beskrevs av Stefan von Breuning 1942. Ropica fuscobiplagia ingår i släktet Ropica och familjen långhorningar. Inga underarter finns listade i Catalogue of Life.